# Kaap Jakan
Kaap Jakan (Russisch: Мыс Якан) is een kaap op de noordkust van de Russische autonome okroeg Tsjoekotka, op ongeveer 140 kilometer ten noordwesten van het dorp Mys Sjmidta (op Kaap Schmidt) en ongeveer 65 kilometer ten zuidoosten van het dorp Billings (bij Kaap Billings). Het bevindt zich aan zuidzijde van de Straat Long, tegenover het eiland Wrangel. Aan westzijde mondt de rivier Jekaenmyvaam uit in de zee. De kaap vormt de zuidelijke grens tussen Oost-Siberische Zee in het westen en de Tsjoektsjenzee in het oosten.
De steile rotsige kaap heeft een hoogte van 40 tot 50 meter. Op de kaap nestelen zeevogels, zoals drieteenmeeuwen (1000 tot 8000 paartjes), grote burgemeesters (40 paartjes) en zwarte zeekoeten (15 tot 20 paartjes) en tijdens het nestelseizoen worden er ook slechtvalken waargenomen.